# (100715) 1998 BK21
(100715) 1998 BK21 es un asteroide perteneciente al cinturón de asteroides descubierto el 22 de enero de 1998 por el equipo del Spacewatch desde el Observatorio Nacional de Kitt Peak, Arizona, Estados Unidos.

## Designación y nombre
Designado provisionalmente como 1998 BK21.

## Características orbitales
1998 BK21 está situado a una distancia media del Sol de 2,808 ua, pudiendo alejarse hasta 3,086 ua y acercarse hasta 2,531 ua. Su excentricidad es 0,098 y la inclinación orbital 0,413 grados. Emplea 1719,40 días en completar una órbita alrededor del Sol.

## Características físicas
La magnitud absoluta de 1998 BK21 es 15,9. Tiene 3,988 km de diámetro y su albedo se estima en 0,04. 